# Muy Grande (manzana)
Muy Grande es el nombre de una variedad cultivar de manzano (Malus domestica). Esta manzana es originaria de Galicia, está cultivada en la colección de árboles frutales y banco de germoplasma de Mabegondo con el Nº 56; ejemplares procedentes de esquejes localizados en Pobra de Brollon (Lugo).

## Sinónimos
- "Manzana Muy Grande",[4][5]
- "Maceira Muy Grande".

## Características
El manzano de la variedad 'Muy Grande' tiene un vigor elevado. Tamaño grande y porte erguido.
Época de inicio de brotación a partir del 2 de abril y de floración a partir de 27 de abril.
Las hojas tienen una longitud del limbo de tamaño medio, con la máxima anchura del limbo es media. Longitud de las estípulas media y la máxima anchura de las estípulas es media. Denticulación del borde del limbo es serrado, con la forma del ápice del limbo cuspidado y la forma de la base del limbo es agudo. Con subestípulas presentes.
Sus flores tienen una longitud de los pétalos media, anchura de los pétalos es ancha, disposición de los pétalos en contacto entre sí, con una longitud del pedúnculo corta.
La variedad de manzana 'Muy Grande' tiene un fruto de tamaño medio, de forma plana, de color bicolor, con chapa a rayas, e intensidad media. Epidermis de textura desigual con pruina en su superficie, y con presencia de cera débil. Sensibilidad al "russeting" (pardeamiento áspero superficial que presentan algunas variedades)  muy poco sensible. Con lenticelas de tamaño mediano.
Los sépalos están dispuestos de forma variable, variable en su base; fosa calicina muy profunda de una anchura ancha. Pedúnculo de grosor medio y de longitud medio, siendo la cavidad peduncular de profundidad media y de anchura media. Con pulpa de color blanca, de firmeza es intermedia y textura intermedia; su jugosidad es jugosa con sabor de acidez media-alta de dulzor bajo, y poco aromática.
Época de maduración y recolección a partir del 24 de septiembre. 'Muy Grande' es una manzana dedicada a la producción de sidra.

## Susceptibilidades
- Oidio: ataque débil
- Moteado: no presenta
- Raíces aéreas: no presenta
- Momificado: no presenta
- Pulgón lanígero: no presenta
- Pulgón verde: ataque débil
- Araña roja: no presenta
- Chancro del manzano: no presenta[3]